# 伊勒河畔科尔尼亚克
伊勒河畔科尔尼亚克（法語：Corgnac-sur-l'Isle，法語發音：[kɔʁɲak syʁ lil]）是法国多尔多涅省的一个市镇，位于该省东北部，属于农特龙区。

## 地理
伊勒河畔科尔尼亚克（45°22'35"N, 0°56'51"E）面积20.61 平方千米，位于法国新阿基坦大区多爾多涅省，该省份为法国西南部内陆省份，是法國本土面积第三大的省，大致对应佩里戈尔地区，北起顺时针与夏朗德省、上维埃纳省、科雷兹省、洛特省、洛特-加龙省、吉倫特省和滨海夏朗德省接壤。
与伊勒河畔科尔尼亚克接壤的市镇（或旧市镇、城区）包括：楠特伊、圣若里拉布卢、埃泽拉克、楠蒂亚、内格龙德、圣叙尔皮斯-代克西德伊、沃纳克、蒂维耶。

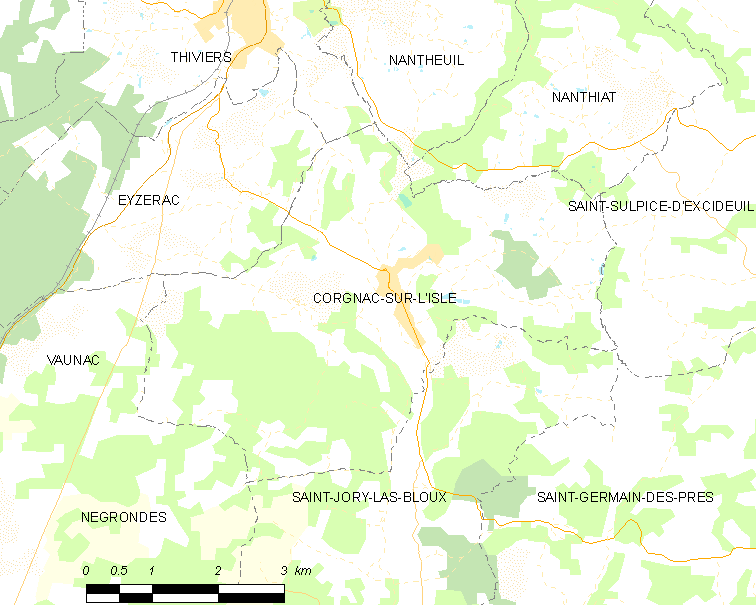
伊勒河畔科尔尼亚克的OSM定位图

伊勒河畔科尔尼亚克的时区为UTC+01:00、UTC+02:00（夏令时）。

## 行政
伊勒河畔科尔尼亚克的邮政编码为24800，INSEE市镇编码为24134。

## 政治
伊勒河畔科尔尼亚克所属的省级选区为蒂维耶县。

## 人口

1962-2008年间伊勒河畔科尔尼亚克人口变化图示

伊勒河畔科尔尼亚克于2022年1月1日时的人口数量为862人。